# Atractodes procerus
Atractodes procerus är en stekelart som beskrevs av Forster 1876. Atractodes procerus ingår i släktet Atractodes och familjen brokparasitsteklar. Inga underarter finns listade.